# La Brière

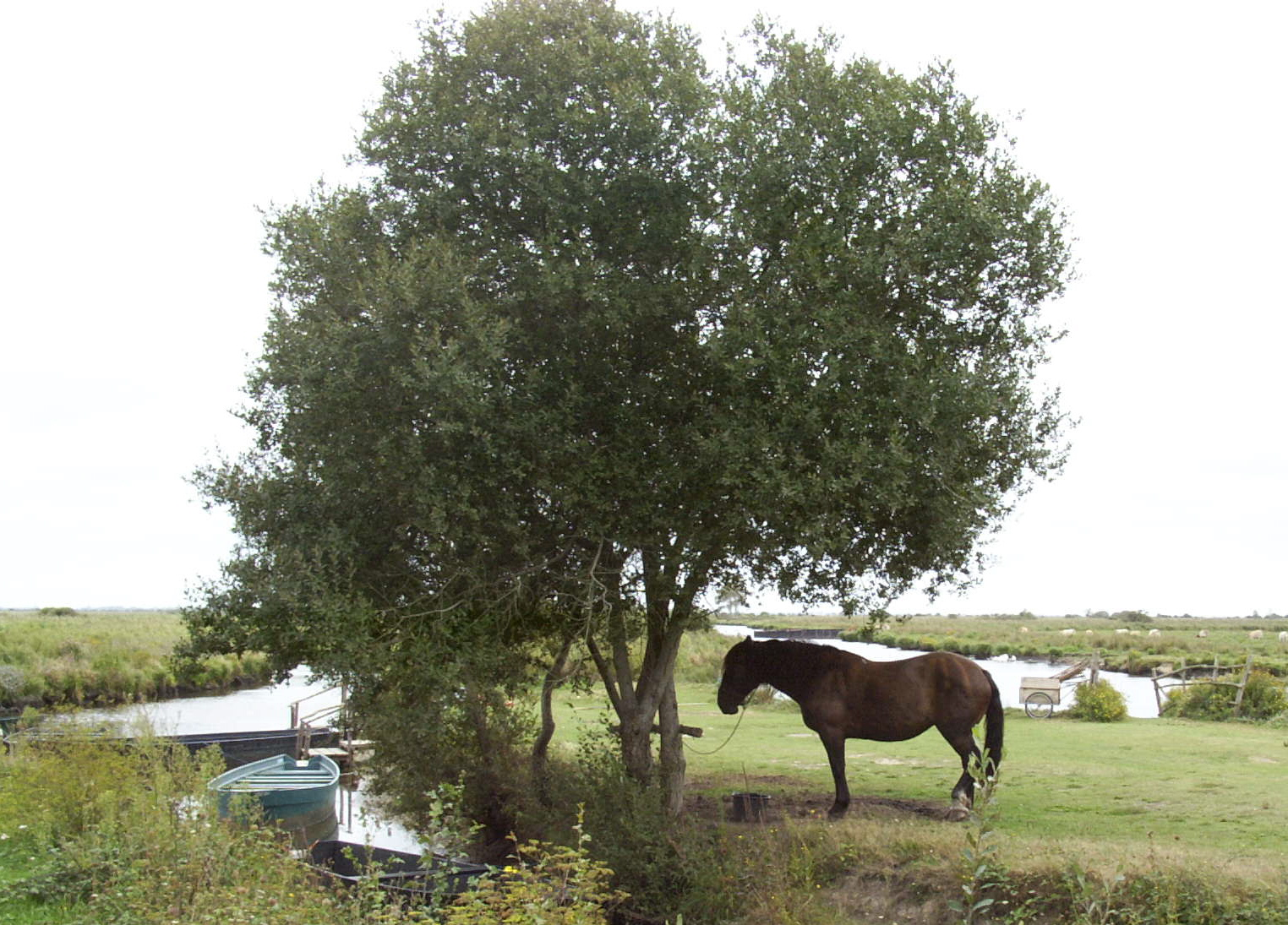
Landschaft in der Brière

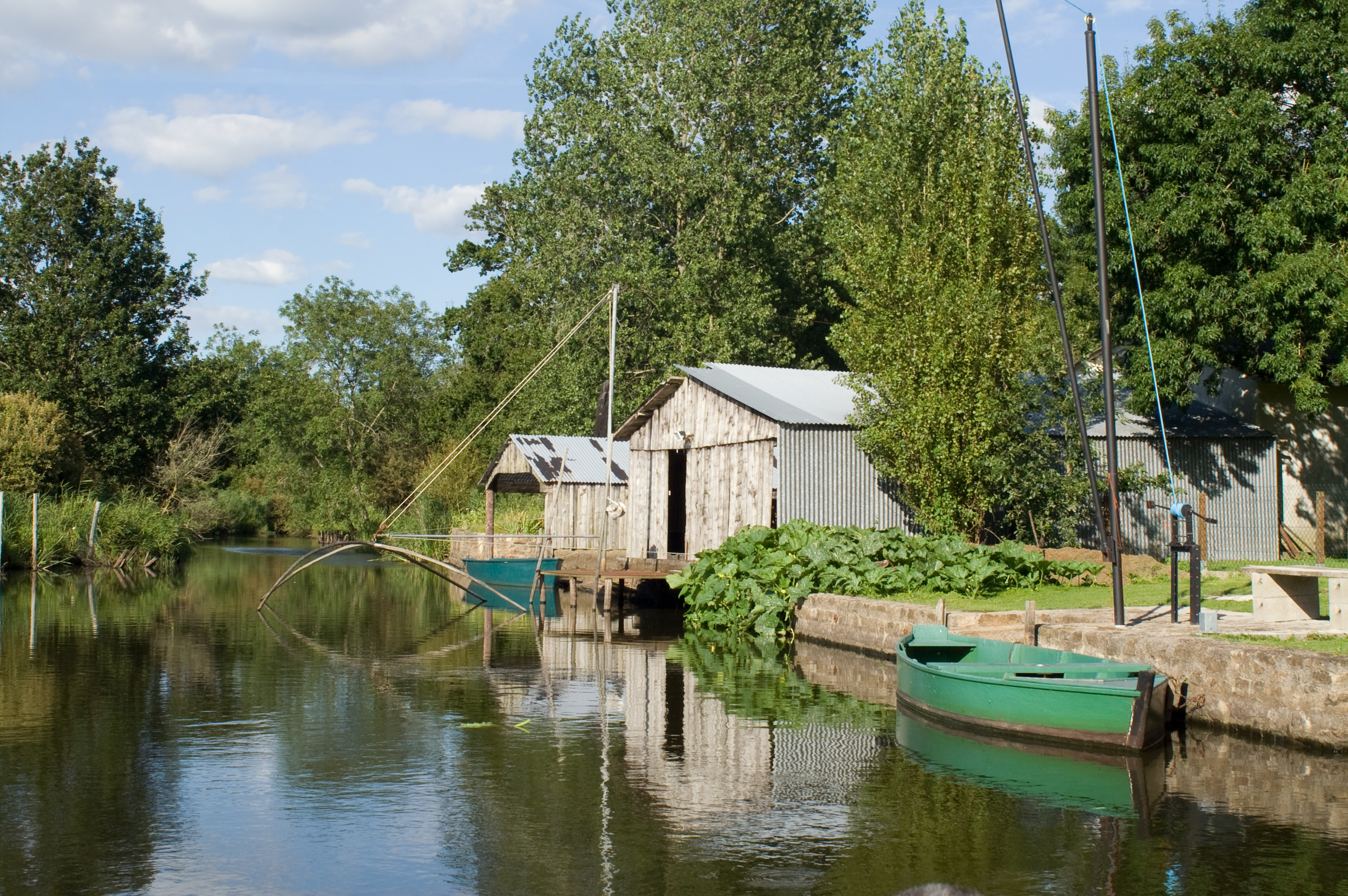
Brière Landschaftsdetail

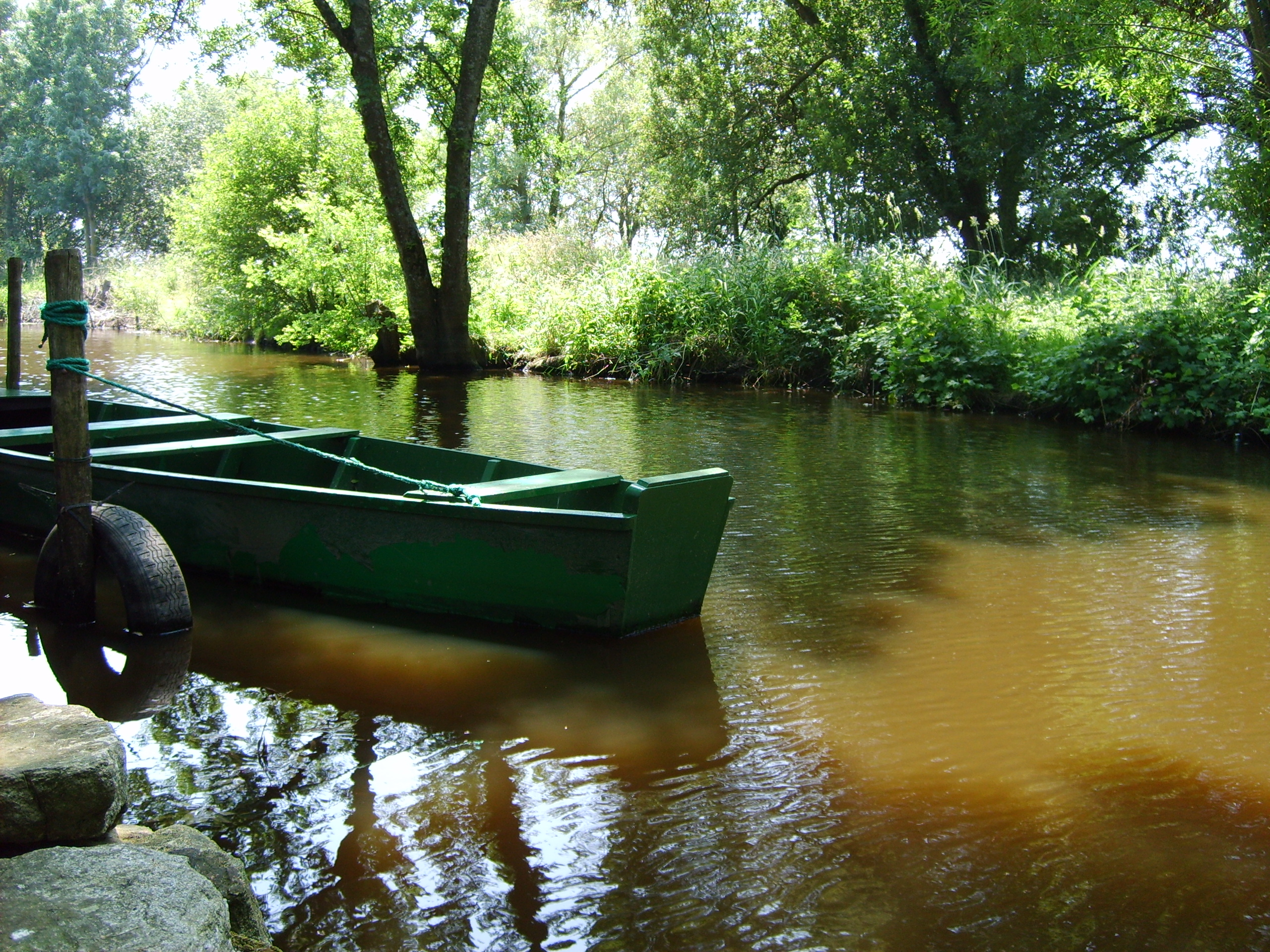
Brière Landschaftsdetail

La Brière, oder La grande Brière (7.000 ha) ist eine der größten Sumpf- und Lagunenlandschaften Frankreichs, vergleichbar mit dem Spreewald in Deutschland. Sie liegt im Département Loire-Atlantique, in der Nähe der Hafenstadt Saint-Nazaire. Der zugehörige Regionale Naturpark Brière (französisch Parc naturel régional de Brière), umfasst insgesamt 49.000 ha. Es ist ein Labyrinth aus Wasser und Inseln und nach der Camargue der zweitgrößte Naturpark des Landes. 
Die sumpfige Beckenlandschaft entstand durch Erdbewegungen im Tertiär, bei denen das Tiefengestein absank. Über Jahrmillionen hat das Meer das Becken überflutet und Sedimente abgelagert. Vor ungefähr 11 Millionen Jahren wurde es durch die Bildung einer Küstenschwelle vom Meer getrennt. Ursprünglich dehnte sich hier ein Meeresgolf aus, in den die Loire und die Vilaine mündeten. Schwemmmaterial füllte den Golf auf und verwandelte ihn in jene Moorlandschaft, aus der heute 27 Felseninseln herausragen, auf denen verstreut Weiler liegen. Seit dem 16. Jahrhundert besteht die bis heute gültige Charte de la Briere, wonach die 6000 ha Land ungeteilter Besitz der Gemeinden sind, doch heute hat dieses Besitzrecht seine Bedeutung eingebüßt, denn die Bewohner können nicht mehr vom Fischfang, der Jagd, vom Schilf- und Weidenflechten oder vom Torfstechen leben und verdienen ihren Unterhalt in St Nazaire. 
Die Naturlandschaft ist durch Eingriffe des Menschen wie Beweidung, Heugewinnung, Kanalisierung und Schilfschneiden verwandelt worden. Um das Sumpfgebiet ist eine Heide entstanden, welche bei Hochwasser in überschwemmte Sumpfwiesen übergeht. Touristisch erschlossen wird die Landschaft durch geführte Bootstouren. Als Eingang zum Naturpark gilt Saint-Lyphard. 
Als Kulisse französischer Spielfilme trat das Brière auch international stärker in Erscheinung. So in der von Léon Poirier 1925 gemachten Verfilmung von Alphonse de Châteaubriants Roman La Brière von 1923.